# 君はメロディー
「君はメロディー」（きみはメロディー）は、日本の女性アイドルグループ・AKB48の楽曲。作詞は秋元康、作曲はyou-meが担当した。2016年3月9日にAKB48のメジャー43作目のシングルとしてキングレコードから発売された。楽曲のセンターポジションは宮脇咲良が務めた。

## 背景とリリース
前作『唇にBe My Baby』から約3か月ぶりのシングルで、AKB48の10周年記念シングルである。Type AからE、5タイプの初回限定盤と通常盤、そして劇場盤の11形態で発売された。キャッチコピーは「あの歌を口ずさんでしまうのは、まだ、君のことが好きだからだ」。コンセプトは「あのレジェンドメンバーが、もし卒業していなかったら…」。
表題曲「君はメロディー」には、卒業メンバーの中から板野友美・前田敦子・篠田麻里子・大島優子が参加している。選抜メンバーは2015年12月15日に開催された『第5回AKB48紅白対抗歌合戦』で発表された。前作同様初選抜メンバー入りはなく、本作の（現役としての）選抜メンバーの前作からの変動は、向井地美音が『僕たちは戦わない』以来約10か月ぶりの選抜復帰に留まっている。高橋みなみ、宮澤佐江はこのシングルが最後の選抜入りとなった。
表題曲「君はメロディー」は、2016年1月24日に開催された『AKB48グループ リクエストアワーセットリストベスト100 2016』最終日公演においてセンターが宮脇咲良であることが発表され、その場で前田・大島らOGメンバーおよび高橋が参加しない「現役バージョン」で初披露された。
2016年2月22日にNHK総合で放送された『MUSIC JAPAN』において「現役バージョン」で歌番組初披露となった。3月11日にテレビ朝日で放送された『ミュージックステーション』でOGメンバーおよび高橋を加えた選抜メンバー全員が揃って初めて披露された。同月25日に放送された『ミュージックステーション春の3時間スペシャル』では、選抜メンバー21名とOGメンバーである秋元才加・河西智美・川栄李奈を加えた24名で披露された。なお、同月12日にNHK BSプレミアムで放送された『AKB48 SHOW!』では、現役メンバーのみでの出演でフルコーラスで披露されたが、センターの宮脇は不参加だった。
『第67回NHK紅白歌合戦』では、番組内企画として視聴者の事前投票で日本国内AKB48グループ全メンバーから、上位50名を選ぶ「AKB48 夢の紅白選抜」を実施、1位になった山本彩センターで同曲を披露した。
「LALALAメッセージ」はパッヘルベルのカノンを思わせるメッセージ・ソング。
『永遠プレッシャー』、『鈴懸の木の道で「君の微笑みを夢に見る」と言ってしまったら僕たちの関係はどう変わってしまうのか、僕なりに何日か考えた上でのやや気恥ずかしい結論のようなもの』、『Green Flash』に続き、Type A・B・C・Dのカップリングには日本国内の各姉妹グループの楽曲が収録されている。Type Dに収録された「Maxとき315号」は、NGT48にとって初のオリジナル曲である（替え歌を除く）。
Type Eには、カップリング曲として「混ざり合うもの」が乃木坂46とのコラボユニット「乃木坂AKB」名義で収録されている。同楽曲のセンターは小嶋陽菜が務めた。楽曲公開後しばらく披露されることがなかったが、ともに2017年2月21日に開催されたAKB48『こじまつり〜前夜祭〜』（国立代々木競技場第一体育館）および乃木坂46『乃木坂46 5th YEAR BIRTHDAY LIVE』2日目公演（さいたまスーパーアリーナ）における同時中継でライブ初歌唱となった。

## アートワーク
| 初回限定盤 Type A・E 表 | 「君はメロディー」選抜メンバー21名 |
| 初回限定盤 Type A 裏    | 柏木由紀・指原莉乃・篠田麻里子・松井珠理奈 |
| 通常盤 Type A 表        | 大島優子・島崎遥香・前田敦子・松井珠理奈・宮脇咲良 |
| 初回限定盤 Type B 表    | 入山杏奈・柏木由紀・加藤玲奈・木﨑ゆりあ・北原里英・小嶋陽菜・指原莉乃・島崎遥香・松井珠理奈・峯岸みなみ・宮澤佐江・宮脇咲良・向井地美音・山本彩・横山由依・渡辺麻友 |
| 初回限定盤 Type B 裏    | 大島優子・宮澤佐江・向井地美音・山本彩 |
| 通常盤 Type B 表        | 高橋みなみ・向井地美音・山本彩・横山由依 |
| 初回限定盤 Type C 表    | 宮脇咲良 |
| 初回限定盤 Type C 裏    | 入山杏奈・前田敦子・宮脇咲良・渡辺麻友 |
| 通常盤 Type C 表        | 板野友美・木﨑ゆりあ・宮澤佐江・峯岸みなみ |
| 初回限定盤 Type D 表    | 大島優子・前田敦子・宮脇咲良 |
| 初回限定盤 Type D 裏    | 板野友美・加藤玲奈・木﨑ゆりあ・北原里英・島崎遥香 |
| 通常盤 Type D 表        | 柏木由紀・北原里英・指原莉乃・渡辺麻友 |
| 初回限定盤 Type E 裏    | 小嶋陽菜・高橋みなみ・峯岸みなみ・横山由依 |
| 通常盤 Type E 表        | 入山杏奈・加藤玲奈・小嶋陽菜・篠田麻里子 |

本作では通常盤の裏面にメンバーは描かれていない。

## チャート成績
『君はメロディー』のシングルCDは、2016年3月21日付のオリコン週間CDシングルランキング、Billboard Japan Hot 100、Billboard Japan Top Singles Sales、2016年3月23日付のSUPER HITS SINGLE RANKINGで初登場1位を獲得した。オリコン週間シングルランキングにおけるAKB48の1位獲得は30作連続、通算30作目となった。初日推定売上は113万3179枚、初週推定売上は123万7891枚を記録し、初動のみでミリオンセラーを達成した。AKB48のシングルのミリオンセラー達成は24作連続、通算25作目となった。その後、2016年3月度のオリコン月間CDシングルランキングで推定売上127万6652枚を記録し、月間1位を獲得した。

## ミュージック・ビデオ
君はメロディー
表題曲「君はメロディー」のミュージック・ビデオ（MV）は、『大奥』をテーマとし、メンバーが色鮮やかな着物姿を披露している。ミュージック・ビデオには、AKB48のOGメンバーである板野友美・大島優子・篠田麻里子・前田敦子が出演している。監督とビジュアルプロデュースは、蜷川実花が担当した。同じく蜷川が手がけた「ヘビーローテーション」のMVのオマージュが取り入れられており、同曲MVを彷彿とさせる大島と前田のキスシーンがある。

## メディアでの使用
君はメロディー
GYAO プレミアムGYAO!「『祝 高橋みなみ卒業“148.5cmの見た夢”in 横浜スタジアム』配信」のCMソング。
しがみついた青春
シーアールエヌ クラスモ「NMB48・理想のお部屋2016」篇、「NMB48がいるお部屋2016」篇CMソング。
Make noise
イオン九州「一の市」CMソング。

## シングル収録トラック
初回限定盤と通常盤の2種類が存在するが、収録トラックは同一。

### Type A
| #         | タイトル                              | 作詞      | 作曲         | 編曲           | 時間  |
| --------- | ------------------------------------- | --------- | ------------ | -------------- | ----- |
| 1.        | 「君はメロディー」                    | 秋元康    | you-me       | 野中“まさ”雄一 | 4:45  |
| 2.        | 「LALALAメッセージ」(AKB48次世代選抜) | 秋元康    | 近藤圭一     | 近藤圭一       | 5:12  |
| 3.        | 「Gonna Jump」(SKE48)                 | 秋元康    | シマダユウキ | 野中“まさ”雄一 | 4:59  |
| 4.        | 「君はメロディー off vocal ver.」     |           | you-me       | 野中“まさ”雄一 | 4:44  |
| 5.        | 「LALALAメッセージ off vocal ver.」   |           | 近藤圭一     | 近藤圭一       | 5:12  |
| 6.        | 「Gonna Jump off vocal ver.」         |           | シマダユウキ | 野中“まさ”雄一 | 4:57  |
| 合計時間: | 合計時間:                             | 合計時間: | 合計時間:    | 合計時間:      | 29:49 |

| #         | タイトル                         | 作詞      | 作曲・編曲 | 監督     | 時間 |
| --------- | -------------------------------- | --------- | ---------- | -------- | ---- |
| 1.        | 「君はメロディー Music Video」   |           |            | 蜷川実花 | 6:41 |
| 2.        | 「LALALAメッセージ Music Video」 |           |            | 後藤匠平 | 5:28 |
| 3.        | 「Gonna Jump Music Video」       |           |            | 瀬里義治 | 5:07 |
| 合計時間: | 合計時間:                        | 合計時間: | 17:16      |          |      |

### Type B
| #         | タイトル                              | 作詞      | 作曲      | 編曲           | 時間  |
| --------- | ------------------------------------- | --------- | --------- | -------------- | ----- |
| 1.        | 「君はメロディー」                    | 秋元康    | you-me    | 野中“まさ”雄一 | 4:45  |
| 2.        | 「LALALAメッセージ」(AKB48次世代選抜) | 秋元康    | 近藤圭一  | 近藤圭一       | 5:13  |
| 3.        | 「しがみついた青春」(NMB48)           | 秋元康    | 外山大輔  | 武藤星児       | 4:19  |
| 4.        | 「君はメロディー off vocal ver.」     |           | you-me    | 野中“まさ”雄一 | 4:44  |
| 5.        | 「LALALAメッセージ off vocal ver.」   |           | 近藤圭一  | 近藤圭一       | 5:13  |
| 6.        | 「しがみついた青春 off vocal ver.」   |           | 外山大輔  | 武藤星児       | 4:17  |
| 合計時間: | 合計時間:                             | 合計時間: | 合計時間: | 合計時間:      | 28:31 |

| #         | タイトル                         | 作詞      | 作曲・編曲 | 監督       | 時間 |
| --------- | -------------------------------- | --------- | ---------- | ---------- | ---- |
| 1.        | 「君はメロディー Music Video」   |           |            | 蜷川実花   | 6:41 |
| 2.        | 「LALALAメッセージ Music Video」 |           |            | 後藤匠平   | 5:28 |
| 3.        | 「しがみついた青春 Music Video」 |           |            | 大久保拓朗 | 4:31 |
| 合計時間: | 合計時間:                        | 合計時間: | 16:40      |            |      |

### Type C
| #         | タイトル                              | 作詞      | 作曲      | 編曲           | 時間  |
| --------- | ------------------------------------- | --------- | --------- | -------------- | ----- |
| 1.        | 「君はメロディー」                    | 秋元康    | you-me    | 野中“まさ”雄一 | 4:45  |
| 2.        | 「LALALAメッセージ」(AKB48次世代選抜) | 秋元康    | 近藤圭一  | 近藤圭一       | 5:12  |
| 3.        | 「Make noise」(HKT48)                 | 秋元康    | 外山大輔  | 佐々木裕       | 4:27  |
| 4.        | 「君はメロディー off vocal ver.」     |           | you-me    | 野中“まさ”雄一 | 4:44  |
| 5.        | 「LALALAメッセージ off vocal ver.」   |           | 近藤圭一  | 近藤圭一       | 5:12  |
| 6.        | 「Make noise off vocal ver.」         |           | 外山大輔  | 佐々木裕       | 4:24  |
| 合計時間: | 合計時間:                             | 合計時間: | 合計時間: | 合計時間:      | 28:44 |

| #         | タイトル                         | 作詞      | 作曲・編曲 | 監督       | 時間 |
| --------- | -------------------------------- | --------- | ---------- | ---------- | ---- |
| 1.        | 「君はメロディー Music Video」   |           |            | 蜷川実花   | 6:41 |
| 2.        | 「LALALAメッセージ Music Video」 |           |            | 後藤匠平   | 5:28 |
| 3.        | 「Make noise Music Video」       |           |            | Yu-ya Hara | 4:35 |
| 合計時間: | 合計時間:                        | 合計時間: | 16:44      |            |      |

### Type D
| #         | タイトル                              | 作詞      | 作曲      | 編曲           | 時間  |
| --------- | ------------------------------------- | --------- | --------- | -------------- | ----- |
| 1.        | 「君はメロディー」                    | 秋元康    | you-me    | 野中“まさ”雄一 | 4:45  |
| 2.        | 「LALALAメッセージ」(AKB48次世代選抜) | 秋元康    | 近藤圭一  | 近藤圭一       | 5:12  |
| 3.        | 「Maxとき315号」(NGT48)               | 秋元康    | 松本一也  | 松本一也       | 4:45  |
| 4.        | 「君はメロディー off vocal ver.」     |           | you-me    | 野中“まさ”雄一 | 4:44  |
| 5.        | 「LALALAメッセージ off vocal ver.」   |           | 近藤圭一  | 近藤圭一       | 5:12  |
| 6.        | 「Maxとき315号 off vocal ver.」       |           | 松本一也  | 松本一也       | 4:43  |
| 合計時間: | 合計時間:                             | 合計時間: | 合計時間: | 合計時間:      | 29:21 |

| #         | タイトル                         | 作詞      | 作曲・編曲 | 監督     | 時間 |
| --------- | -------------------------------- | --------- | ---------- | -------- | ---- |
| 1.        | 「君はメロディー Music Video」   |           |            | 蜷川実花 | 6:41 |
| 2.        | 「LALALAメッセージ Music Video」 |           |            | 後藤匠平 | 5:28 |
| 3.        | 「Maxとき315号 Music Video」     |           |            | 中村太洸 | 5:54 |
| 合計時間: | 合計時間:                        | 合計時間: | 18:03      |          |      |

### Type E
| #         | タイトル                              | 作詞      | 作曲               | 編曲           | 時間  |
| --------- | ------------------------------------- | --------- | ------------------ | -------------- | ----- |
| 1.        | 「君はメロディー」                    | 秋元康    | you-me             | 野中“まさ”雄一 | 4:45  |
| 2.        | 「LALALAメッセージ」(AKB48次世代選抜) | 秋元康    | 近藤圭一           | 近藤圭一       | 5:12  |
| 3.        | 「混ざり合うもの」(乃木坂AKB)         | 秋元康    | 外山大輔、谷村庸平 | 若田部誠       | 4:58  |
| 4.        | 「君はメロディー off vocal ver.」     |           | you-me             | 野中“まさ”雄一 | 4:44  |
| 5.        | 「LALALAメッセージ off vocal ver.」   |           | 近藤圭一           | 近藤圭一       | 5:12  |
| 6.        | 「混ざり合うもの off vocal ver.」     |           | 外山大輔、谷村庸平 | 若田部誠       | 4:56  |
| 合計時間: | 合計時間:                             | 合計時間: | 合計時間:          | 合計時間:      | 29:47 |

| #         | タイトル                         | 作詞      | 作曲・編曲 | 監督     | 時間 |
| --------- | -------------------------------- | --------- | ---------- | -------- | ---- |
| 1.        | 「君はメロディー Music Video」   |           |            | 蜷川実花 | 6:41 |
| 2.        | 「LALALAメッセージ Music Video」 |           |            | 後藤匠平 | 5:28 |
| 3.        | 「混ざり合うもの Music Video」   |           |            | 丸山健志 | 4:59 |
| 合計時間: | 合計時間:                        | 合計時間: | 17:08      |          |      |

### 劇場盤
| #         | タイトル                              | 作詞      | 作曲      | 編曲           | 時間  |
| --------- | ------------------------------------- | --------- | --------- | -------------- | ----- |
| 1.        | 「君はメロディー」                    | 秋元康    | you-me    | 野中“まさ”雄一 | 4:45  |
| 2.        | 「LALALAメッセージ」(AKB48次世代選抜) | 秋元康    | 近藤圭一  | 近藤圭一       | 5:13  |
| 3.        | 「M.T.に捧ぐ」(横山Team A)            | 秋元康    | 吉田博    | 吉田博         | 5:38  |
| 4.        | 「君はメロディー off vocal ver.」     |           | you-me    | 野中“まさ”雄一 | 4:44  |
| 5.        | 「LALALAメッセージ off vocal ver.」   |           | 近藤圭一  | 近藤圭一       | 5:13  |
| 6.        | 「M.T.に捧ぐ off vocal ver.」         |           | 吉田博    | 吉田博         | 5:37  |
| 合計時間: | 合計時間:                             | 合計時間: | 合計時間: | 合計時間:      | 31:10 |

## 選抜メンバー
- 板野友美 [注釈 2]
- 入山杏奈
- 大島優子 [注釈 2]
- 柏木由紀 [注釈 3]
- 加藤玲奈
- 木﨑ゆりあ
- 北原里英 [注釈 4]
- 小嶋陽菜
- 指原莉乃 [注釈 5]
- 篠田麻里子 [注釈 2]
- 島崎遥香
- 高橋みなみ
- 前田敦子 [注釈 2]
- 松井珠理奈 [注釈 6]
- 峯岸みなみ
- 宮澤佐江 [注釈 7]
- 宮脇咲良 [注釈 8]
- 向井地美音
- 山本彩 [注釈 9]
- 横山由依
- 渡辺麻友

## カバー

### JKT48によるカバー
AKB48の姉妹グループであるJKT48が本楽曲を「Dirimu Melody - Kimi wa Melody」のタイトルでカバーし、グループの18作目のシングルとして、2017年12月14日にMUSIC DOWNLOAD CARD、同年12月23日にシングルCDとしてHits Recordsから発売された。
歌詞は全編にわたってインドネシア語に翻訳したもの。本曲は、名前に曲名の「メロディー」が含まれているメロディー・ヌランダニ・ラクサニ（2018年3月卒業）の卒業ソングとなり、センターポジションを務める。また本作では、2018年1月時点で在籍している1期生全員が選抜入りしている。
カップリングでは他に、「思い出のほとんど」「ここにいたこと」のカバーが収録されている。

#### シングル収録トラック (JKT48)

##### MUSIC DOWNLOAD CARD
| #  | タイトル                                        | 作詞 | 作曲         | 編曲           |
| -- | ----------------------------------------------- | ---- | ------------ | -------------- |
| 1. | 「Dirimu Melody - Kimi wa Melody」              |      | you-me       | 野中“まさ”雄一 |
| 2. | 「Sebagian Besar Kenangan - Omoide no Hotondo」 |      | すみだしんや | 華原大輔       |

##### Regular Edition
| #  | タイトル                                        | 作詞 | 作曲         | 編曲           |
| -- | ----------------------------------------------- | ---- | ------------ | -------------- |
| 1. | 「Dirimu Melody - Kimi wa Melody」              |      | you-me       | 野中“まさ”雄一 |
| 2. | 「Kita Pernah di Sini - Koko ni Ita koto」      |      | KIS          | 樫原伸彦       |
| 3. | 「Sebagian Besar Kenangan - Omoide no Hotondo」 |      | すみだしんや | 華原大輔       |

| #  | タイトル                                              | 作詞 | 作曲・編曲 | 監督 |
| -- | ----------------------------------------------------- | ---- | ---------- | ---- |
| 1. | 「Dirimu Melody - Kimi wa Melody (Music Video)」      |      |            |      |
| 2. | 「Dirimu Melody - Kimi wa Melody (Behind the Scene)」 |      |            |      |

#### 選抜メンバー (JKT48)
- アディスティ・ザラ
- アヤナ・シャハブ
- ベビー・チャエサラ・アナディラ
- シンディ・ユフィア
- デフィ・キナル・プトゥリ
- フリスカ・アナスタシア・ラクサニ
- ガブリエラ・マルガレット・ワラオー
- マデ・デヴィ・ラニタ・ニンタラ
- メロディー・ヌランダニ・ラクサニ
- ミシェル・クリスト・クスナディ
- シャニア・グラシア
- シャニア・ジュニアナタ
- シャニ・インディラ・ナティオ
- ソニア・ナタリア
- タリア・イファンカ・エリザベス
- フィフィヨナ・アプリアニ

### BNK48によるカバー
AKB48の姉妹グループであるBNK48は、本楽曲を「Kimi wa Melody -เธอคือ...เมโลดี้-」というタイトルでカバーし、グループの4作目のシングルとして2018年9月にBNK48 Officeから発売された。
歌詞はサビの一部以外は秋元の詞をタイ語に翻訳したものとなっている。楽曲のセンターポジションはヌイが務めた。1期生のマイと、楽曲初参加となる2期生のオーム、ケーキ、ファーイ、ミンミン、パックコムが初選抜となった。
カップリングでは「次のSeason」と「夢へのルート」のカバーが収録されている。「Tsugi no Season -ฤดูใหม่-（次のSeason）」は2期生選抜メンバー16名による楽曲である。

#### 収録曲 (BNK48)
| #  | タイトル                                            | 作詞                                      | 作曲     | 編曲           |
| -- | --------------------------------------------------- | ----------------------------------------- | -------- | -------------- |
| 1. | 「Kimi wa Melody -เธอคือ...เมโลดี้-」                  | 秋元康、Tanupop Notayanont（訳詞）        | you-me   | 野中“まさ”雄一 |
| 2. | 「Tsugi no Season -ฤดูใหม่-」                         | 秋元康、Pongchuk Pissathanporn（訳詞）    | 藤田昌伸 | 生田真心       |
| 3. | 「Yume e no Route -หมื่นเส้นทาง-」                     | 秋元康、Saowanee Kanchanaolansiri（訳詞） | 外山大輔 | 野中“まさ”雄一 |
| 4. | 「Kimi wa Melody -เธอคือ...เมโลดี้- (off vocal ver.)」 |                                           | you-me   | 野中“まさ”雄一 |
| 5. | 「Tsugi no Season -ฤดูใหม่- (off vocal ver.)」        |                                           | 藤田昌伸 | 生田真心       |
| 6. | 「Yume e no Route -หมื่นเส้นทาง- (off vocal ver.)」    |                                           | 外山大輔 | 野中“まさ”雄一 |

#### 選抜メンバー (BNK48)
- オーム
- ケーキ
- チャープラン
- ファーイ
- ジャー
- ジェーン
- ジェニス
- ゲーウ
- カイムック
- マイ
- ミンミン
- モバイル
- ミュージック
- ナムヌン
- ヌイ
- オーン
- パン
- パックコム
- プーペ
- さっちゃん
- ターワン

### MNL48によるカバー
AKB48の姉妹グループであるMNL48は、本楽曲を「Ikaw ang Melody」というタイトルでカバーし、グループの4作目のシングルとして2019年7月に発売された。
歌詞はサビの一部以外は秋元の詞をタガログ語に翻訳したものとなっている。選抜メンバーは第2回総選挙における上位16名が選出されており、センターポジションは同総選挙で1位となった「センターガール」のアリーが務めた。1期生のアリー、ローウィー、カイラ、セアと、2期生のジェイミーが初選抜となった。
カップリングでは「ギンガムチェック」と「So long !」のカバーが収録されている。

#### 収録曲 (MNL48)

##### CD VERSION
| #  | タイトル                             | 作詞                      | 作曲       | 編曲           |
| -- | ------------------------------------ | ------------------------- | ---------- | -------------- |
| 1. | 「Ikaw ang Melody」                  | 秋元康                    | you-me     | 野中“まさ”雄一 |
| 2. | 「Gingham Check」                    | 秋元康、Jilmer Dy（訳詞） | 板垣祐介   | 板垣祐介       |
| 3. | 「So long!」                         | 秋元康                    | 久次米真吾 | 野中“まさ”雄一 |
| 4. | 「Ikaw ang Melody (off vocal ver.)」 |                           | you-me     | 野中“まさ”雄一 |
| 5. | 「Gingham Check (off vocal ver.)」   |                           | 板垣祐介   | 板垣祐介       |
| 6. | 「So long! (off vocal ver.)」        |                           | 久次米真吾 | 野中“まさ”雄一 |

##### Digital Music Card
| #  | タイトル            | 作詞 | 作曲・編曲 |
| -- | ------------------- | ---- | ---------- |
| 1. | 「Ikaw ang Melody」 |      |            |
| 2. | 「Gingham Check」   |      |            |
| 3. | 「So long!」        |      |            |

#### 選抜メンバー (MNL48)
かっこ内は『MNL48 第2回選抜総選挙』における順位。
- アビー（3位）
- アリス（7位）
- アリー（1位）
- アッシュ（8位）
- フェイス（10位）
- ギャブ（12位）
- グレース（15位）
- ジェイミー（6位）
- ジャン（11位）
- ジェム（13位）
- カイラ（14位）
- ランス（9位）
- ローウィー（16位）
- セラ（2位）
- シェキ（4位）
- セア（17位）